# Кузнецкая улица (Самара)
Кузне́цкая у́лица — улица в Кировском районе города Самары, располагается между проспектом Металлургов и улицей Свободы. До 1949 года носила название Вторая линия Безымянки.
Часть улицы от улицы Победы до улицы Свободы (одноэтажные бараки, построенные в начале Великой Отечественной войны) в настоящее время утрачена и застроена в 1980—1990 годах многоэтажными домами завода «Прогресс». Отрезок старой улицы от улицы Физкультурной до улицы Победы ныне имеет название Кузнечный проезд.

## Здания и сооружения
Чётная сторона
- 30—38

Нечётная сторона
- 29—37
- 37 — Храм в честь святого равноапостольного князя Владимира (бывший детский сад № 17).

## Почтовый индекс
- 443034

## Транспорт
На пересечении с проспектом Металлургов ходят:
- троллейбусы под номерами 4, 4к, 7, 15
- автобусы под номерами 21, 34, 68
- маршрутные такси под номерами 4, 34, 68, 89, 99, 297.